# Osama Faisal
Osama Faisal Ahmed Abdelhady Eltraawy (in arabo أسامة فيصل أحمد عبد الهادي الدرعاوي‎?; Governatorato di Damietta, 1º gennaio 2001) è un calciatore egiziano, attaccante del National Bank of Egypt, in prestito dallo Zamalek.

## Carriera

### Club
Muove i suoi primi passi nelle giovanili dello Zamalek. Esordisce in prima squadra il 6 agosto 2020 contro l'Al-Masry, subentrando all'80' al posto di Mostafa Mohamed. Il 24 settembre 2021 passa in prestito al National Bank of Egypt.

### Nazionale
Ha giocato nelle nazionali giovanili egiziane Under-20 ed Under-23.
Esordisce in nazionale maggiore il 1º dicembre 2021 contro il Libano, nella fase a gironi della Coppa araba FIFA 2021, subentrando all'84' al posto di Mohamed Sherif.

## Statistiche

### Presenze e reti nei club
Statistiche aggiornate al 25 dicembre 2023.
| Stagione                      | Squadra                       | Campionato                    | Campionato | Campionato | Coppe nazionali | Coppe nazionali | Coppe nazionali | Coppe continentali | Coppe continentali | Coppe continentali | Altre coppe | Altre coppe | Altre coppe | Totale | Totale |
| Stagione                      | Squadra                       | Comp                          | Pres       | Reti       | Comp            | Pres            | Reti            | Comp               | Pres               | Reti               | Comp        | Pres        | Reti        | Pres   | Reti   |
| ----------------------------- | ----------------------------- | ----------------------------- | ---------- | ---------- | --------------- | --------------- | --------------- | ------------------ | ------------------ | ------------------ | ----------- | ----------- | ----------- | ------ | ------ |
| 2019-2020                     | Zamalek                       | PL                            | 9          | 1          | CE              | 2               | 1               | CCL                | 0                  | 0                  | SE+SA       | 0           | 0           | 11     | 2      |
| 2020-2021                     | Zamalek                       | PL                            | 11         | 1          | CE              | 0               | 0               | CCL                | 3                  | 0                  | -           | -           | -           | 14     | 1      |
| Totale Zamalek                | Totale Zamalek                | Totale Zamalek                | 20         | 2          |                 | 2               | 1               |                    | 3                  | 0                  |             | 0           | 0           | 25     | 3      |
| 2021-2022                     | National Bank of Egypt        | PL                            | 26         | 0          | CE              | 3               | 0               | -                  | -                  | -                  | -           | -           | -           | 29     | 0      |
| 2022-2023                     | National Bank of Egypt        | PL                            | 23         | 3          | CE              | 0               | 0               | -                  | -                  | -                  | -           | -           | -           | 23     | 3      |
| 2023-2024                     | National Bank of Egypt        | PL                            | 9          | 3          | CE              | 0               | 0               | -                  | -                  | -                  | -           | -           | -           | 9      | 3      |
| Totale National Bank of Egypt | Totale National Bank of Egypt | Totale National Bank of Egypt | 58         | 6          |                 | 3               | 0               |                    | -                  | -                  |             | -           | -           | 61     | 6      |
| Totale carriera               | Totale carriera               | Totale carriera               | 78         | 8          |                 | 5               | 1               |                    | 3                  | 0                  |             | 0           | 0           | 86     | 9      |

### Cronologia presenze e reti in nazionale
| Cronologia completa delle presenze e delle reti in nazionale ― Egitto | Cronologia completa delle presenze e delle reti in nazionale ― Egitto | Cronologia completa delle presenze e delle reti in nazionale ― Egitto | Cronologia completa delle presenze e delle reti in nazionale ― Egitto | Cronologia completa delle presenze e delle reti in nazionale ― Egitto | Cronologia completa delle presenze e delle reti in nazionale ― Egitto | Cronologia completa delle presenze e delle reti in nazionale ― Egitto | Cronologia completa delle presenze e delle reti in nazionale ― Egitto |
| Data                                                                  | Città                                                                 | In casa                                                               | Risultato                                                             | Ospiti                                                                | Competizione                                                          | Reti                                                                  | Note                                                                  |
| --------------------------------------------------------------------- | --------------------------------------------------------------------- | --------------------------------------------------------------------- | --------------------------------------------------------------------- | --------------------------------------------------------------------- | --------------------------------------------------------------------- | --------------------------------------------------------------------- | --------------------------------------------------------------------- |
| 1-12-2021                                                             | Doha                                                                  | Egitto                                                                | 1 – 0                                                                 | Libano                                                                | Coppa araba FIFA 2021 - 1º turno                                      | -                                                                     | 84’                                                                   |
| 4-12-2021                                                             | Doha                                                                  | Sudan                                                                 | 0 – 5                                                                 | Egitto                                                                | Coppa araba FIFA 2021 - 1º turno                                      | -                                                                     | 73’                                                                   |
| 15-12-2021                                                            | Doha                                                                  | Tunisia                                                               | 1 – 0                                                                 | Egitto                                                                | Coppa araba FIFA 2021 - Semifinale                                    | -                                                                     | 89’                                                                   |
| 12-9-2023                                                             | Il Cairo                                                              | Egitto                                                                | 1 – 3                                                                 | Tunisia                                                               | Amichevole                                                            | -                                                                     | 86’                                                                   |
| 10-9-2024                                                             | Francistown                                                           | Botswana                                                              | 0 – 4                                                                 | Egitto                                                                | Qual. Coppa d'Africa 2025                                             | -                                                                     |                                                                       |
| 15-10-2024                                                            | Nouakchott                                                            | Mauritania                                                            | 0 – 1                                                                 | Egitto                                                                | Qual. Coppa d'Africa 2025                                             | -                                                                     | 84’                                                                   |
| 15-11-2024                                                            | Praia                                                                 | Capo Verde                                                            | 1 – 1                                                                 | Egitto                                                                | Qual. Coppa d'Africa 2025                                             | -                                                                     | 85’                                                                   |
| 19-11-2024                                                            | Il Cairo                                                              | Egitto                                                                | 1 – 1                                                                 | Botswana                                                              | Qual. Coppa d'Africa 2025                                             | -                                                                     | 68’                                                                   |
| 21-3-2025                                                             | Casablanca                                                            | Etiopia                                                               | 0 – 2                                                                 | Egitto                                                                | Qual. Mondiali 2026                                                   | -                                                                     | 70’                                                                   |
| Totale                                                                |                                                                       | Presenze                                                              | 9                                                                     |                                                                       | Reti                                                                  | 0                                                                     |                                                                       |

## Palmarès

### Club

#### Competizioni nazionali
- Campionato egiziano: 1

Zamalek: 2020-2021